# Český lev 2004
Český lev 2004 je 12. ročník výročních cen České filmové a televizní akademie Český lev.
| Cena                                     | Jméno             | Film                      |
| ---------------------------------------- | ----------------- | ------------------------- |
| Nejlepší film                            | Ondřej Trojan     | Horem pádem               |
| Nejlepší režie                           | Jan Hřebejk       | Horem pádem               |
| Nejlepší hlavní ženský herecký výkon     | Emília Vášáryová  | Horem pádem               |
| Nejlepší vedlejší ženský herecký výkon   | Klára Melíšková   | Mistři                    |
| Nejlepší hlavní mužský herecký výkon     | Yasha Kultiasov   | Král zlodějů              |
| Nejlepší vedlejší mužský herecký výkon   | Jan Budař         | Mistři                    |
| Nejlepší scénář                          | Petr Jarchovský   | Horem pádem               |
| Nejlepší kamera                          | Vladimír Smutný   | Král zlodějů              |
| Nejlepší hudba                           | Michael Kocáb     | Král zlodějů              |
| Nejlepší střih                           | Pavel Hrdlička    | Mistři                    |
| Nejlepší zvuk                            | Zdeněk Taubler    | Král zlodějů              |
| Nejlepší výtvarný počin                  | Milan Popelka     | Vaterland - lovecký deník |
| Dlouholetý umělecký přínos českému filmu | Stella Zázvorková | —                         |
| Nejlepší zahraniční film - Cena Magnesie | —                 | Invaze barbarů            |
| Cena Sazky                               | Marek Epstein     |                           |
| Divácky nejúspěšnější český film         | —                 | Snowboarďáci              |
| Cena čtenářů časopisu Premiere           | —                 | Horem pádem               |
| Cena filmových kritiků                   | —                 | Mistři                    |
| Cena za nejlepší filmový plakát          | Aleš Najbrt       | Horem pádem               |